# يوجي سوجانو
يوجي سوجانو (باليابانية: 菅野裕二) (مواليد 14 أبريل 1961 في آيتشي)، هو لاعب كرة قدم ياباني سابق كان يلعب كلاعب وسط.

## روابط خارجية
- يوجي سوجانو على موقع قاعدة بيانات كرة القدم.إي يو (الإنجليزية)
- يوجي سوجانو على موقع ناشيونال فوتبول تيمز (الإنجليزية)